# مزرعه سه چاه (اصفهان)
مزرعه سه چاه یک منطقهٔ مسکونی در ایران است که در دهستان حسین‌آباد (نجف‌آباد) واقع شده‌است.